# Маріон (Північна Кароліна)
Маріон (англ. Marion) — місто (англ. city) в США, в окрузі Макдавелл штату Північна Кароліна. Населення — 7717 осіб (2020).

## Географія
Маріон розташований за координатами 35°40′42″ пн. ш. 82°0′0″ зх. д. / 35.67833° пн. ш. 82.00000° зх. д. (35.678450, -82.000084).  За даними Бюро перепису населення США в 2010 році місто мало площу 14,03 км², з яких 13,95 км² — суходіл та 0,08 км² — водойми. В 2017 році площа становила 14,98 км², з яких 14,89 км² — суходіл та 0,08 км² — водойми.

### Клімат
| Клімат : Маріон       | Клімат : Маріон | Клімат : Маріон | Клімат : Маріон | Клімат : Маріон | Клімат : Маріон | Клімат : Маріон | Клімат : Маріон | Клімат : Маріон | Клімат : Маріон | Клімат : Маріон | Клімат : Маріон | Клімат : Маріон | Клімат : Маріон |
| Показник              | Січ.            | Лют.            | Бер.            | Квіт.           | Трав.           | Черв.           | Лип.            | Серп.           | Вер.            | Жовт.           | Лист.           | Груд.           | Рік             |
| Середній максимум, °C | 8,3             | 11,1            | 13,9            | 20,6            | 25,0            | 28,3            | 30,6            | 29,4            | 26,1            | 20,6            | 15,6            | 10,6            | 20,0            |
| Середній мінімум, °C  | −3,3            | −2,2            | 1,7             | 6,7             | 11,7            | 16,1            | 18,9            | 17,8            | 14,4            | 7,8             | 2,2             | −2,2            | 7,5             |
| Норма опадів, мм      | 106             | 111             | 142             | 113             | 136             | 119             | 108             | 110             | 113             | 105             | 110             | 100             | 1372            |
| --------------------- | --------------- | --------------- | --------------- | --------------- | --------------- | --------------- | --------------- | --------------- | --------------- | --------------- | --------------- | --------------- | --------------- |
| Джерело: Weatherbase  |                 |                 |                 |                 |                 |                 |                 |                 |                 |                 |                 |                 |                 |

## Демографія
Згідно з переписом 2010 року, у місті мешкало 7838 осіб у 2791 домогосподарстві у складі 1709 родин. Густота населення становила 558 осіб/км².  Було 3132 помешкання (223/км²).
Расовий склад населення:
| - 76,5 % — білих - 11,1 % — чорних або афроамериканців - 0,8 % — азіатів - 0,5 % — корінних американців - 9,1 % — осіб інших рас |

До двох чи більше рас належало 2,0 %. Частка іспаномовних становила 13,1 % від усіх жителів.
За віковим діапазоном населення розподілялося таким чином: 21,3 % — особи молодші 18 років, 62,1 % — особи у віці 18—64 років, 16,6 % — особи у віці 65 років та старші. Медіана віку мешканця становила 37,9 року. На 100 осіб жіночої статі у місті припадало 109,8 чоловіків;  на 100 жінок у віці від 18 років та старших — 109,4 чоловіків також старших 18 років.
Середній дохід на одне домашнє господарство  становив 37 102 долари США (медіана — 28 992), а середній дохід на одну сім'ю — 41 620 доларів (медіана — 33 912). Медіана доходів становила 30 000 доларів для чоловіків та 31 643 долари для жінок. За межею бідності перебувало 30,2 % осіб, у тому числі 50,1 % дітей у віці до 18 років та 9,2 % осіб у віці 65 років та старших.
Цивільне працевлаштоване населення становило 2459 осіб. Основні галузі зайнятості: виробництво — 23,1 %, освіта, охорона здоров'я та соціальна допомога — 22,7 %, роздрібна торгівля — 15,2 %, науковці, спеціалісти, менеджери — 9,7 %.